# Eumercurus caudata
Eumercurus caudata är en insektsart som beskrevs av Alexander Fyodorovich Emeljanov 1971. Eumercurus caudata ingår i släktet Eumercurus och familjen kilstritar. Inga underarter finns listade i Catalogue of Life.